# Drachenschatz
Drachenschatz war eine Quizsendung für acht- bis zwölfjährige Kinder im Confetti TiVi, nach einer Idee von Thomas Brezina. Die erste Sendung wurde am 9. Jänner 2006 gesendet und war von Montag bis Donnerstag um 14:05 Uhr in ORF eins zu sehen. Die Spielshow wurde abwechselnd von Kati Bellowitsch und Thomas Brezina moderiert. Die ersten Kandidaten waren zwei Mädchen aus der Steiermark, Isabel und Rebecca.
Die Sendung wurde mit der Einführung von Okidoki abgesetzt. Im Februar 2009 gab es ein Comeback von Drachenschatz im Programm von Okidoki, seither werden alte Folgen der Sendung wieder täglich ausgestrahlt.

## Design und Produktion
Das Screen Design stammte von der ORF-eigenen Grafikabteilung unter der Leitung von Norbert Wuchte. Musik und Sounddesign wurden von dem Wiener Komponisten Hannes Bertolini gestaltet. Drachenschatz wurde von der Wiener Produktionsfirma Act Media im Auftrag des ORF produziert.

## Mitwirkende
Der böse Zauberer Merlox von Mieselsupp wurde von Burgschauspieler Johannes Krisch gespielt. Er versuchte zu verhindern, dass die Kinder zum Drachenschatz kommen. Der Drache hieß Coolino und war eine computeranimierte Figur, welche in der Drachenhöhle auf die Kinder wartet.
Die Kinder wurden durch ein mehrstufiges Castingverfahren ausgesucht. Auch Specials gab es: In einer Sendung traten Zwillinge, in einer anderen Schüler- und Lehrer-Paare an.

## Regeln
Im Spiel mussten Zweierteams einen Parcours bewältigen und den Drachen Coolino  befreien, den Merlox von Mieselsupp gefangen hielt. Die Teams mussten unter anderem auch ihre Freundschaft auf die Probe stellen und beweisen, dass sie sich gut kennen und dass sie zusammenhalten. Die Kinder bekamen auf Pergamentrollen Fragen und Rätsel zu lösen, es gab jeweils 7 Rollen. Die Kinder mussten vorher sagen, wie viele Felder sie vorwärtskommen möchten, wenn sie das Rätsel lösen. Merlox stellte ihnen Fallen und bei jedem Fehler, den die Kinder begingen, ließ er seinen Zauberstab wachsen – allerdings konnte man einmal ein magisches Kleeblatt einsetzen und die Aufgabe wiederholen. Nach dem dritten Fehler zauberte der Magier die Kinder mit einem Wirbelwind vom Spielfeld weg. Auch wenn die Rollen verbraucht waren, bevor die Kinder die Höhle erreichen, wurden die Spieler weggezaubert und beendeten damit das Spiel.

## Die Herausforderungen

### Zahlenwaage
Den Kandidaten wurde eine Waage, auf der mehrere Kugeln mit Zahlen von 1–9 zu sehen sind, gezeigt. Sie mussten die einzelnen Kugeln nach links und rechts verschieben, sodass auf beiden Seiten die gleiche Summe herauskommt. Dieses Spiel konnten die Kinder einmal, zweimal oder dreimal spielen, je nachdem wie viele Felder sie voranschreiten wollten.
1. Runde: 6 Zahlenkugeln
2. Runde: 8 Zahlenkugeln
3. Runde: 9–12 Zahlenkugeln

### Wappen
Ein Wappen erschien und die Kandidaten mussten sich dessen Farben und Symbole einprägen. Daraufhin drehte sich das Wappen und erschien in einer veränderten Form wieder. Die Kinder mussten nun die 3 Unterschiede zum ersten Wappen erkennen und können damit bis zu 3 Punkte erreichen.

### Sieben
Die Kandidaten sahen 7 kreisförmig angeordnete, nummerierte Gegenstände, welche nach ca. 5 Sekunden wieder verschwanden. Anschließend wurde ihnen einer dieser 7 Gegenstände in der Mitte des Kreises gezeigt, und sie mussten erraten, welche Nummer dieser hatte. Dieses Spiel konnte einmal, zweimal oder dreimal gespielt werden.
Mit jeder weiteren Runde waren die Gegenstände schwieriger auseinanderzuhalten.

### Geisterstimmen
Den Kindern wurde ein Wort rückwärts gesprochen vorgespielt. Anschließend wurden ihnen 3 Antwortmöglichkeiten angeboten, welche alle dem genannten Wort ähneln, allerdings war nur eine davon richtig. Auch dieses Spiel konnte bis zu 3-mal gespielt werden.
Die Wörter wurden von Runde zu Runde komplexer, und die Antwortmöglichkeiten ähneln sich immer mehr.

### Klik Klak
Die Kandidaten bekamen einige Bilder zu einem gewissen Thema z. B. „Essen“ gezeigt und der erste Kandidat musste dabei jene 4 Bilder auswählen, von welchen er glaubt sie würden dem anderen Kandidaten am meisten gefallen und wenn der virtuelle Bilderrahmen über einen dieser Bilder fährt musste der erste Kandidat „Klik“ sagen. Der andere Kandidat musste sich derweil vom Bildschirm abwenden. Daraufhin bekam der zweite Kandidat in veränderter Reihenfolge die gleichen Bilder gezeigt und musste „Klak“ sagen, wenn der Bilderrahmen über einen seiner vier Favoriten fuhr. Später wurden die Antworten der beiden verglichen und je nachdem wie viele gleiche Bilder die Kandidaten ausgewählt haben, konnten sie bis zu 4 Punkte erreichen.

### Wie sieht ... aus?
Bei diesem Spiel wurde immer nach dem Aussehen eines bestimmten Gegenstandes, Tieres usw. gefragt (z. B. „Wie sieht eine Federwaage aus?“). Danach wurden drei Bilder eingeblendet, von welchen eines das gefragte Objekt darstellt. Auch diese Herausforderung konnte 1- bis 3-mal gespielt werden.
Mit jeder gemeisterten Frage wurden die gegebenen Antwortmöglichkeiten trickreicher.

### Finde die Frage
Das klassische Spiel bei welchem man eine Antwort bekam und die dazu passende Frage finden musste. Wieder bekamen die Kandidaten 3 mögliche Fragen zur Verfügung gestellt, von welchen eine korrekt ist. Wie die meisten anderen Spiele, konnte auch diese Herausforderung bis zu 3-mal gespielt werden.
Von Runde zu Runde ähnelten sich die gegebenen Antworten mehr.

### Bogenschießen
Acht Pfeile standen zur Auswahl. Man konnte bis zu drei davon wählen. Einige trafen in die Mitte, dies brachte die Kinder ein Feld weiter. Es gab auch Pfeile, welche nur an den Rändern zu einem Treffer führen. Man gewann dadurch ein halbes Feld. Allerdings existierten auch „Blindgänger“, also Pfeile, welche im Gras landeten und somit nicht gewertet wurden.

### Labyrinth
Vier Eingänge gab es. Doch nicht alle führten zum Ziel. Man musste die Zahlen auf dem Weg zur Mitte zusammenzählen, so dass eine bestimmte Summe z. B. 29 herauskam. Achtung: Je länger man dazu benötigt, desto weniger Felder konnte man gehen.

### Zaubertrank
Neun Gegenstände fielen in den Zauberkessel. Die Kinder mussten versuchen, sich so viele wie möglich zu merken. Fünf Gegenstände brachten sie ein Feld weiter, sieben Gegenstände zwei Felder und neun Gegenstände drei Felder.

## Gewinnmöglichkeiten
Zu gewinnen gab es so genannte „Drachentaler“, die je 33 Euro wert waren. Davon gab es insgesamt 6 Taler auf dem verzauberten Drachenpfad und insgesamt 15 Taler in der Drachenhöhle zu holen. Wer in die Drachenhöhle kam, muss ein Finale bestehen: hier ging es darum, dass die Kinder einander wirklich gut kannten. In der Drachenhöhle gab es 7 Schatztruhen. Eine davon war leer, in den anderen waren jeweils 1, 2, 3, 4 oder 5 Drachentaler und in einer Truhe befindet sich der goldene Drache, der alle erspielten Drachentaler verdoppelte.

### Gewinnspiel
Es gab in jeder Sendung ein Gewinnspiel: die Zuschauer wurden angehalten, Fragen zu beantworten, und so zu einer Zahlencodenummer zu kommen, die man im Internet oder telefonisch durchgeben konnte. Wenn man damit die Schatztruhe öffnen konnte, nahm man an einer Verlosung teil. Zu gewinnen gab es eine Schatztruhe mitsamt einem Pergament.

## Preise
- 2006 wurde der Spieleshow bei den WorldMediaFestival Awards, die 2006 zum siebenten Mal in Hamburg vergeben wurden, in der Kategorie „Children’s Entertainment“ der Intermedia-Globe SILVER Award zuerkannt.